# Katatonie
Katatonie je souhrn příznaků některých duševních poruch. Značí abnormální pohyby, které se vyskytují při některých duševních chorobách nebo stavech. Může jít například o stereotypní pohyby končetin, mimiku a grimasování, nebo naopak ztuhnutí (stupor), často v bizarní poloze po dlouhou dobu. Katatonie se vyskytuje u schizofrenie, hysterie, epilepsie nebo po velkém psychickém traumatu.